# Patronymum
Patronymum (patronymikum, patronymikon, z řečtiny patros – otec, nomos – jméno) je jedna z částí vlastních osobních jmen připojovaná k rodnému jménu, která je odvozena od křestního jména otce (případně děda nebo ještě staršího mužského předka).
V ruském jazyce hraje patronymum významnou roli, používá se výrazu otčestvo (отчество); podobně je tomu i v bulharštině a dalších jazycích. Používá se jako druhé jméno vedle klasických příjmení. Naproti tomu v dalších jazycích patronymum plní roli přímo příjmení jako tzv. patronymické příjmení. Tento výraz může také označovat typ klasických příjmení děděných standardně napříč pokoleními nezávisle na křestním jménu otce vzniklých původně právě z patronym.
Součást osobního jména založeného analogicky na jménu matky či jiného ženského předka se nazývá matronymum (metronymikon).

## Zdroj pro vznik klasických příjmení
V mnoha oblastech světa patronymická příjmení zobecněla a přešla do podoby klasických příjmení, tj. rodinných jmen přenášených na potomky. Jsou také naprosto běžná jako prostřední jméno v Rusku (otčestvo). Naopak na Islandu má jen málo lidí skutečné příjmení.
Mnoho keltských, iberských, slovanských, anglických a skandinávských příjmení má původ právě v patronymech, např. Wilson (syn Williama), Powell (ap Hywel), Fernández (od Fernando), Carlsson (syn Carla), Stefanović (syn Stefana) či O'Connor (vnuk Connora).
Patronyma mohou zjednodušit, jindy naopak komplikovat genealogický výzkum. K otcovskému křestnímu jménu lze dojít snadněji, pokud jeho potomci mají patronymum. Nicméně rozličné lokální zvyky a migrace často způsobily přechod patronyma na jméno rodinné (příjmení).

## Patronyma urůzných národů
- V arabském světě se můžeme setkat s předjménem – ibn (= syn, ibn Jakúb – syn Jakúbův), podobně jako židovské – ben, bat-, bar- (David Ben Gurion, Benjamín apod.)
- Na Islandu existuje jen málo skutečných příjmení. Většina patronymických příjmení je tvořena příponou -son = syn (pro chlapce – Guðmundsson = Guðmundurův syn) a -dóttir = dcera (pro dívku - Guðmundsdóttir = Guðmundurova dcera)
- V ruštině a příbuzných jazycích se používá -evič (Alexejevič), -ovič (Alexandrovič), -ič (Nikitič), v ženském tvaru pak jako -evna (Andrejevna), -ovna (Fjodorovna) atd., ovšem fungují jako druhé jméno vedle klasických příjmení
- U mongolských národů je i v moderních městech zvykem přijímat jméno otce, takže každý další potomek má v zásadě jiné jméno.[ujasnit] Jsou s tím spojeny problémy především při cestování do zemí, kde tento zvyk není znám, cizinecká policie tak nevidí důkaz, že mezi rodiči a dětmi je nějaký vztah. Obecně se mezi sebou Mongolové oslovují vlastními jmény.
- V turkických jazycích se používají přípony -oğlu (v ázerbájdžánštině a turečtině) či -uuly (v kazaštině, tatarštině a dalších turkických jazycích) pro syny a -qizi (-qyzy) pro dcery.